# بوردلاند
بوردلاند (به آلمانی: Bördeland) یک شهر در آلمان است که در زالتسلاندکرایس واقع شده‌است. بوردلاند ۸٬۶۳۶ نفر جمعیت دارد.